# Unione Sportiva Avellino 1961-1962
Questa pagina raccoglie le informazioni riguardanti l'Unione Sportiva Avellino nelle competizioni ufficiali della stagione 1961-1962.

## Rosa
| N. |                   | Ruolo | Calciatore                        |
| -- | ----------------- | ----- | --------------------------------- |
|    | Italia (bandiera) | P     | Mario Argenio                     |
|    | Italia (bandiera) | P     | Cosimo Malacari                   |
|    | Italia (bandiera) | D     | Germano Da Dalto                  |
|    | Italia (bandiera) | D     | Luigi De Falco                    |
|    | Italia (bandiera) | D     | Elio Grappone (capitano)          |
|    | Italia (bandiera) | D     | Eugenio Mauri                     |
|    | Italia (bandiera) | C     | Gerardo Amaniera                  |
|    | Italia (bandiera) | C     | Ubaldo Bancaro                    |
|    | Italia (bandiera) | C     | Alberto Bazzarini (vice capitano) |
|    | Italia (bandiera) | C     | Ferdinando Del Gaudio             |

| N. |                   | Ruolo | Calciatore           |
| -- | ----------------- | ----- | -------------------- |
|    | Italia (bandiera) | C     | Elvio Ferrato        |
|    | Italia (bandiera) | C     | Antonio Galli        |
|    | Italia (bandiera) | C     | Antonio Tenaglia     |
|    | Italia (bandiera) | A     | Vincenzo Assanti     |
|    | Italia (bandiera) | A     | Carmine Buonpensiero |
|    | Italia (bandiera) | A     | Fulvio Carbone       |
|    | Italia (bandiera) | A     | Giuseppe Montelli    |
|    | Italia (bandiera) | A     | Antonio Stornaiuolo  |
|    | Italia (bandiera) |       | Enrico Donati        |